# Skidata
Skidata GmbH er en østrigsk virksomhed, der producerer og installerer adgangssystemer til forskellige sektorer. Deres produkter benyttes i lufthavne, byer, indkøbscentre, kontorer, hospitaler, hoteller, stadions og skisportsdestinationer. I 2001 blev Skidata overtaget af schweiziske Kudelski.
I 1977 udviklede Günther Walcher den første elektronisk printede billet, der erstattede håndskrevne skipas. Skidata blev etableret i Grödig bei Salzburg, Salzburg.